# Rycheza z Northeimu
Rycheza von Northeim (ur. ok. 1087–1089, zm. 10 czerwca 1141) – cesarzowa Świętego Cesarstwa Rzymskiego.
Rycheza była córką hrabiego Northeimu Henryka Grubego (zm. 1101 r.) i Gertrudy, pochodzącej z saskiej rodziny Brunonów.
Rycheza ok. 1100 r. poślubiła księcia saskiego Lotara III, późniejszego cesarza. Jej jedyna córka Gertruda (1115–1143) poślubiła księcia bawarskiego Henryka Pysznego (zm. 1138) i wniosła mu w posagu dobra Northeim. W walce o księstwo saskie popierała swojego wnuka Henryka Lwa przeciw Albrechtowi Niedźwiedziowi.
Rycheza została pochowana obok męża w kościele benedyktyńskim w Königslutter am Elm.